# Globo Now
Globo Now é uma emissora de televisão a cabo pertencente à chamada Globo Internacional, com sede em Lisboa, capital do país. É responsável por transmitir os programas de entretenimento e jornalismo da Globo, do Brasil, em Portugal. 
Desde o início da pandemia da COVID-19 a Globo Now emite em simultâneo a transmissão da GloboNews do Brasil. Com essas mudanças a Globo veio a implementar alguns programas ao canal de sinal aberto.

## História
Entrou no ar em 1998 , como parte da Portusat (parceria entre o Grupo Globo , a SIC e a PT Multimédia) com o nome de GNT Portugal , juntamente com os canais Telecine 1 e 2 Portugal (versão portuguesa da Rede Telecine , atuais TVCine Top e TVCine Action). Nesta época , diferente do GNT brasileiro , o canal exibia novelas e diversos programas da TV Globo e dos canais Globosat , chegando a exibir também o Jornal Nacional diretamente do Brasil.
Em 1º de outubro de 2007 , passou a se chamar TV Globo Portugal , sendo exibido pelo canal 80 da ZON TV, operadora portuguesa de televisão por assinatura.
Em Portugal, a Globo é parceira da SIC e por isso não exibe as novelas atuais. Exibe apenas Malhação, Vale a Pena Ver de Novo e reprises. Esta parceria rendeu frutos. Exemplo disso, é a conquista do Emmy para a telenovela Laços de Sangue.
No dia 3 de outubro de 2011 houve uma atualização dos canais na ZON TV e passou para o canal 170.
Em 17 de outubro de 2011, a Globo inaugurou uma sede em Lisboa, Portugal. Com a sede, houve a facilitação da Rede Globo realizar suas operações na Europa, focando principalmente em Portugal.
A partir de 8 de fevereiro de 2013 passou a designar-se por "Globo Premium", em vez de "TV Globo Portugal", devido ao lançamento, meses antes, da Globo em Portugal. Em 17 de abril de 2018, a Globo Premium passou por um reposicionamento de marca e foi renomeada Globo Now, além de fazer estreia na MEO.

Antigo logotipo da TV Globo Portugal.